# The Eminem Show
The Eminem Show és el tercer àlbum d'Eminem després de signar per Aftermath, llançat el 2002.

## Llista de cançons
1. "Curtains Up" - 0:29
2. "White America" - 5:24
3. "Business" - 4:11
4. "Cleanin Out My Closet" - 4:57
5. "Square Dance" - 5:23
6. "The Kiss" - 1:15
7. "Soldier - 3:46
8. "Say Goodbye Hollywood" - 4:32
9. "Drips" feat. Obie Trice - 4:45
10. "Without Me" - 4:50
11. "Paul Rosenberg" - 0:22
12. "Sing for the Moment" - 5:39
13. "Superman" - 5:50
14. "Hailie's Song" - 5:20
15. "Steve Berman (Skit)" - 0:33
16. "When the Music Stops" feat. D-12 - 4:29
17. "Say What You Say" feat. Dr. Dre - 5:09
18. "'Till I Collapse" feat. Nate Dogg - 4:57
19. "My Dad's Gone Crazy" feat. Hailie Jade - 4:27
20. "Curtains Close" - 1:01

## Guardons
Premis
- 2003: Grammy al millor àlbum de rap[3]

Nominacions
- 2003: Grammy a l'àlbum de l'any[4]